# Zbigniew Włodarczyk
Zbigniew Włodarczyk (ur. 1950 w Dębicy) – polski fizyk, profesor nauk fizycznych, profesor zwyczajny Uniwersytetu Jana Kochanowskiego w Kielcach.

## Życiorys
W 1973 ukończył studia z zakresu fizyki stosowanej na Uniwersytecie Jagiellońskim. Doktoryzował się w 1982 na Uniwersytecie Łódzkim. Stopień naukowy doktora habilitowanego uzyskał w 1995 w Instytucie Problemów Jądrowych im. Andrzeja Sołtana na podstawie rozprawy zatytułowanej Energy Dependence of Inelasticity and Attenuation of Cosmic Ray Hadrons. Tytuł naukowy profesora nauk fizycznych otrzymał 23 kwietnia 2009.
W 1974 został zatrudniony w Wyższej Szkole Pedagogicznej w Kielcach, przekształconej następnie w Akademię Świętokrzyską i Uniwersytet Jana Kochanowskiego. Na Wydziale Matematyczno-Przyrodniczym tej uczelni był wicedyrektorem Instytutu Fizyki, a w 1999 objął kierownictwo Zakładu Fizyki Jądrowej. Prowadził również badania w Instytucie Fizycznym im. P.N. Lebiediewa w Moskwie (1976–1977), zaś w latach 1989–1992 odbywał krótkoterminowe staże u prof. Richarda Weinera na Uniwersytecie w Marburgu.
Specjalizuje się w fizyce promieniowania kosmicznego i fizyce wysokich energii. W ramach eksperymentu „Pamir” prowadził badania w zakresie promieniowania kosmicznego (1978–1994). W 2002 został członkiem grupy biorącej udział w eksperymentach NA49 i NA61 w CERN.
Żonaty z Ewą, jego syn Jakub został biofizykiem.